# Damernas förföljelse i bancykling vid olympiska sommarspelen 1992
Damernas förföljelse i bancykling vid olympiska sommarspelen 1992 ägde rum den 30-31 juli 1992 i Velòdrom d'Horta.

## Medaljörer
| Event                | Guld                  | Silver                  | Brons             |
| Damernas förföljelse | Petra Roßner Tyskland | Kathryn Watt Australien | Rebecca Twigg USA |

## Resultat

### Kvalifikationsomgång
| Placering | Cyklist               | Land          | Tid      | Genomsnittlig hastighet | Kvalificering | Noteringar |
| --------- | --------------------- | ------------- | -------- | ----------------------- | ------------- | ---------- |
| 1         | Kathy Watt            | Australien    | 3:41.886 | 48.673 km/h             | Q             | OR         |
| 2         | Petra Rossner         | Tyskland      | 3:43.091 | 48.410 km/h             | Q             |            |
| 3         | Rebecca Twigg         | USA           | 3:43.218 | 48.383 km/h             | Q             |            |
| 4         | Svetlana Samokhvalova | OSS           | 3:43.326 | 48.359 km/h             | Q             |            |
| 5         | Hanne Malmberg        | Danmark       | 3:45.230 | 47.950 km/h             | Q             |            |
| 6         | Jeannie Longo         | Frankrike     | 3:46.935 | 47.590 km/h             | Q             |            |
| 7         | Leontien van Moorsel  | Nederländerna | 3:46.956 | 47.586 km/h             | Q             | OR         |
| 8         | Tea Vikstedt          | Finland       | 3:47.516 | 47.469 km/h             | Q             |            |
| 9         | Kristel Werckx        | Belgien       | 3:50.051 | 46.946 km/h             |               |            |
| 10        | Jacqui Nelson         | Nya Zeeland   | 3:51.259 | 46.700 km/h             |               |            |
| 11        | Seiko Hashimoto       | Japan         | 3:51.674 | 46.617 km/h             |               | OR         |
| 12        | Gabriella Pregnolato  | Italien       | 3:52.376 | 46.476 km/h             |               |            |
| 13        | Aiga Zagorska         | Litauen       | 3:52.450 | 46.461 km/h             |               |            |
| 14        | Kelly-Ann Way         | Kanada        | 3:54.284 | 46.097 km/h             |               |            |
| 15        | Zhou Ligmei           | Kina          | 4:04.085 | 44.247 km/h             |               |            |
| 16        | Olga Sacasa           | Nicaragua     | 4:32.671 | 39.608 km/h             |               | OR         |
| -         | Margaret Bean         | Guam          | OVTK     |                         |               |            |

### Kvartsfinaler
Heat 1
| Placering | Cyklist               | Land    | Tid      | Genomsnittlig hastighet | Kvalificering |
| --------- | --------------------- | ------- | -------- | ----------------------- | ------------- |
| 1         | Hanne Malmberg        | Danmark | 3:46.959 | 47.585 km/h             | Q             |
| 2         | Svetlana Samokhvalova | OSS     | 3:47.444 | 47.484 km/h             |               |

Heat 2
| Placering | Cyklist       | Land      | Tid      | Genomsnittlig hastighet | Kvalificering |
| --------- | ------------- | --------- | -------- | ----------------------- | ------------- |
| 1         | Rebecca Twigg | USA       | 3:46.508 | 47.680 km/h             | Q             |
| 2         | Jeannie Longo | Frankrike | 3:46.547 | 47.672 km/h             |               |

Heat 3
| Placering | Cyklist              | Land          | Tid      | Genomsnittlig hastighet | Kvalificering | Noteringar |
| --------- | -------------------- | ------------- | -------- | ----------------------- | ------------- | ---------- |
| 1         | Petra Rossner        | Tyskland      | 3:41.509 | 48.756 km/h             | Q             | OR         |
| 2         | Leontien van Moorsel | Nederländerna | 3:49.795 | 46.998 km/h             |               |            |

Heat 4
| Placering | Cyklist      | Land       | Tid       | Genomsnittlig hastighet | Kvalificering |
| --------- | ------------ | ---------- | --------- | ----------------------- | ------------- |
| 1         | Kathy Watt   | Australien | 3:45.305  | 47.935 km/h             | Q             |
| 2         | Tea Vikstedt | Finland    | 3:48.2918 | 47.178 km/h             |               |

### Semifinaler
Heat 1
| Placering | Cyklist       | Land       | Tid      | Genomsnittlig hastighet | Kvalificering |
| --------- | ------------- | ---------- | -------- | ----------------------- | ------------- |
| 1         | Kathy Watt    | Australien | 3:49.790 | 46.999 km/h             | Q             |
| 2         | Rebecca Twigg | USA        | 3:52.429 | 46.465 km/h             |               |

Heat 2
| Placering | Cyklist        | Land     | Tid      | Genomsnittlig hastighet | Kvalificering |
| --------- | -------------- | -------- | -------- | ----------------------- | ------------- |
| 1         | Petra Rossner  | Tyskland | 3:48.517 | 47.261 km/h             | Q             |
| 2         | Hanne Malmberg | Danmark  | 3:53.516 | 46.249 km/h             |               |

### Final
| Placering | Cyklist       | Land       | Tid      | Genomsnittlig hastighet |
| --------- | ------------- | ---------- | -------- | ----------------------- |
| 1         | Petra Rossner | Tyskland   | 3:41.753 | 48.702 km/h             |
| 2         | Kathy Watt    | Australien | 3:43.438 | 48.335 km/h             |